# Scullin-Bank
Die Scullin-Bank ist eine rund 200 m unter dem Meeresspiegel liegende submarine Bank in der Kooperationssee vor der Mawson-Küste des ostantarktischen Mac-Robertson-Lands. Sie liegt nördlich des Scullin-Monolithen. Sie ist von Tiefseerinnen flankiert, die sie nach Westen von der Storegg-Bank und nach Osten von der Fram-Bank trennen.
Das Antarctic Names Committee of Australia benannte sie 1992 in Anlehnung an die Benennung des benachbarten Monolithen. Dessen Namensgeber ist James Scullin (1876–1953), von 1929 bis 1931 Premierminister Australiens.